# Kedungasri (Ringinarum)
Kedungasri is een bestuurslaag in het regentschap Kendal van de provincie Midden-Java, Indonesië. Kedungasri telt 2723 inwoners (volkstelling 2010).